# Proca-Gleichung
Die Proca-Gleichung ist eine grundlegende Gleichung der relativistischen Quantenmechanik. Sie beschreibt die Eigenschaften und das Verhalten von Bosonen mit Spin 1 und Masse, wie dem W-Boson und dem Z-Boson. Sie wurde von dem rumänischen Physiker Alexandru Proca entdeckt und zuerst veröffentlicht. Sie gehört zum Standardmodell der Elementarteilchenphysik.
Die Vektormesonen mit Spin 1 sind mit dieser Gleichung nur näherungsweise zu beschreiben, da es sich nicht um Elementarteilchen, sondern um instabile Quarkzustände handelt.
Im Folgenden wird als Signatur des metrischen Tensors (+−−−) verwendet.

## Lagrange-Dichte
Das zu beschreibende Feld ist im Allgemeinen eine komplexe Wellenfunktion:
{\displaystyle B^{\mu }=\left({\frac {\phi }{c}},\mathbf {B} \right)}
mit
- einem verallgemeinerten elektrischen Potential {\displaystyle \phi }
- der Lichtgeschwindigkeit {\displaystyle c}
- einem verallgemeinerten magnetischen Potential {\displaystyle \mathbf {B} }.

Die vier Wellenfunktionen {\displaystyle B^{\mu }} transformieren sich bei einer Lorentz-Transformation der Koordinaten wie ein Vierervektor. Soll ein Feld mit Ladung beschrieben werden, sind die vier Feldfunktionen {\displaystyle B^{\mu }} im Allgemeinen vier komplexwertige Funktionen. Soll ein Feld ohne elektrische Ladung beschrieben werden, sind die vier Feldfunktionen {\displaystyle B^{\mu }} vier reelle Funktionen.
Wie bei der Theorie des Elektromagnetismus ist es auch bei der Proca-Gleichung sinnvoll, einen Feldstärketensor einzuführen gemäß:
{\displaystyle G^{\mu \nu }:=\partial ^{\mu }B^{\nu }-\partial ^{\nu }B^{\mu }}
Damit lautet die Lagrange-Dichte des Feldes:
{\displaystyle {\begin{alignedat}{2}{\mathcal {L}}&=-{\frac {1}{2}}G_{\mu \nu }^{*}G^{\mu \nu }&&+{\frac {m^{2}c^{2}}{\hbar ^{2}}}B_{\nu }^{*}B^{\nu }\\&=-{\frac {1}{2}}(\partial _{\mu }B_{\nu }^{*}-\partial _{\nu }B_{\mu }^{*})(\partial ^{\mu }B^{\nu }-\partial ^{\nu }B^{\mu })&&+{\frac {m^{2}c^{2}}{\hbar ^{2}}}B_{\nu }^{*}B^{\nu }.\end{alignedat}}}
mit
- der reduzierten Planck-Konstante {\displaystyle \hbar }
- dem Vierergradient {\displaystyle \partial _{\mu }}
- der komplexen Konjugation {\displaystyle {}^{*}}.

Die Lagrange-Dichte der Proca-Gleichung (auch Proca-Wirkung) kann mit Hilfe des Higgs-Mechanismus und einer speziellen Wahl der Eichung als Spezialfall der Stückelberg-Wirkung verstanden werden.

## Darstellungen
Mit Hilfe der Euler-Lagrange-Gleichungen lässt sich aus obiger Lagrange-Dichte die eigentliche Proca-Gleichung herleiten:
{\displaystyle {\begin{alignedat}{2}\partial _{\mu }(\partial ^{\mu }B^{\nu }-\partial ^{\nu }B^{\mu })+\left({\frac {mc}{\hbar }}\right)^{2}B^{\nu }&=0\\\Leftrightarrow \partial _{\mu }G^{\mu \nu }+\left({\frac {mc}{\hbar }}\right)^{2}B^{\nu }&=0.\end{alignedat}}}
Im Fall {\displaystyle m=0} reduziert sich diese Gleichung für das ungeladene Feld auf die inhomogenen Maxwell-Gleichungen ohne Ladungsstrom.
Die Proca-Gleichung steht in enger Beziehung zur Klein-Gordon-Gleichung. Sie ist ebenfalls eine Gleichung zweiter Ordnung in der Minkowski-Raumzeit.
In einer etwas anderen und weniger gebräuchlichen Form wurde die Proca-Gleichung 1939 von Nicholas Kemmer eingeführt, weshalb auch die Bezeichnungen Kemmer-Gleichung und Proca-Kremmer-Gleichung in der Literatur vorkommen. Sie ähneln formal der Dirac-Gleichung, verwenden aber einen zehndimensionalen Spinor und entsprechende 10×10-Matrizen.

## Kopplung an das elektromagnetische Feld
Bei den Feldgleichungen für das geladene W-Boson kann, so wie beim Elektron auch, die minimale Kopplung angewendet werden, um passende Feldgleichungen zu erhalten. Ebenso wie auch bei der Klein-Gordon-Gleichung erhält man die minimale Kopplung über die Verwendung der kovarianten Ableitung {\displaystyle D_{\mu }=\partial _{\mu }+{\tfrac {\mathrm {i} q}{\hbar c}}A_{\mu }}. Die Funktionen {\displaystyle A_{\mu }} stehen dabei für die Potentiale des elektromagnetischen Feldes. Ersetzt man nun in der Proca-Gleichung für das {\displaystyle W}-Boson alle partiellen Ableitungen durch die kovariante Ableitung, so gilt wieder die Eichsymmetrie der Quantenelektrodynamik. Der zugehörige Erhaltungssatz beschreibt die Ladungserhaltung. Das Proca-Feld transformiert sich bei einer Eichtransformation des elektromagnetischen Feldes
{\displaystyle A^{\mu }\rightarrow A^{\mu }-\partial ^{\mu }f(x^{\mu })}
gemäß
{\displaystyle B^{\mu }\rightarrow B^{\mu }e^{{\frac {\mathrm {i} q}{\hbar c}}f(x^{\mu })}}
Dabei ist
- {\displaystyle f} eine frei wählbare, mindestens einmal differenzierbare Funktion
- {\displaystyle q} die elektrische Ladung des W-Bosons

Die komplexe Konjugation der Feldgleichungen ändert bei der kovarianten Ableitung das Vorzeichen der Ladung. Man erhält also über die komplexe Konjugation der Feldgleichung auch die Gleichungen für das zugehörige Antiteilchen. Die komplexe Konjugation des Proca-Feldes {\displaystyle B^{\mu }\rightarrow B^{*\mu }} entspricht damit einer Ladungskonjugation.
Daraus folgt, dass die Wellenfunktion eines elektrisch geladenen Proca-Teilchens durch einen komplexen Vierervektor beschrieben wird. Die Wellenfunktion eines elektrisch neutralen Proca-Teilchens wird dann entsprechend durch einen reellen Vierervektor beschrieben.

## Wechselwirkung mit fermionischen Feldern
Analog zum Elektromagnetismus mit den maxwellschen Gleichungen kann man obige Feldgleichungen durch felderzeugende, fermionische Ströme {\displaystyle J^{\mu }={\bar {\psi _{a}}}\gamma ^{\mu }\psi _{b}}, bzw. Axialvektorströme {\displaystyle J_{A}^{\mu }={\bar {\psi _{a}}}\gamma ^{\mu }\gamma ^{5}\psi _{b}} erweitern, um eine erste stark vereinfachte Beschreibung der Wechselwirkung mit anderen Elementarteilchen zu erhalten. Die Indizes a und b sollen dabei andeuten, dass hier die Wellenfunktionen von zwei unterschiedlichen fermionischen Teilchen, wie z. B. Elektron und Neutrino verwendet werden, da zur Erzeugung eines Spin-1-Teilchens aufgrund der Drehimpulserhaltung zwei Spin-1/2-Teilchen erforderlich sind. Beispiele für solche fermionischen Ströme befinden sich in der V-A-Theorie und der Theorie zur schwachen Wechselwirkung.
Da zwei Spin-1/2-Teilchen aufgrund der Drehimpulserhaltung ebenso zu einem Spin-0-Zustand koppeln können, ergibt sich auch ein Hinweis auf ein weiteres mögliches Feld, das in einer Theorie zur schwachen Wechselwirkung benötigt wird.
Dieses Feld wird in der Theorie zur elektroschwachen Wechselwirkung dann Higgs-Feld genannt.
Wie im vorigen Abschnitt bereits gezeigt, muss zusätzlich unterschieden werden, ob das zu beschreibende Spin-1-Teilchen eine Ladung besitzt oder nicht. Ein geladenes Spin-1-Teilchen wird im Gegensatz zu einem ungeladenen Teilchen vom elektromagnetischen Feld beeinflusst. Dies wird durch Verwendung der oben angegebenen kovarianten Ableitung {\displaystyle D_{\mu }} berücksichtigt.
Soll nun beschrieben werden, wie durch geladene fermionische Ströme ein geladenes Proca-Feld erzeugt wird, so kann in vereinfachter Weise und in Analogie zur Yukawa-Wechselwirkung die folgende Gleichung betrachtet werden
{\displaystyle D_{\mu }G^{\mu \nu }+\left({\tfrac {m_{W}c}{\hbar }}\right)^{2}B^{\nu }=g_{W}J_{W}^{\nu }} ,
wobei hier auch im Feldstärketensor anstelle der partiellen Ableitung die kovariante Ableitung einzusetzen ist. Die Konstante {\displaystyle g_{W}} bestimmt dabei die Stärke der Kopplung zwischen dem geladenen Strom und dem Feld eines massiven W-Bosons. Im Standardmodell der Elementarteilchenphysik wird an dieser Stelle ein etwas komplizierterer Feldstärketensor verwendet, der eine weitere Eichsymmetrie ermöglicht.
Die Lagrange-Dichte zu obiger Feldgleichung lautet
{\displaystyle {\mathcal {L}}_{W}=-{\tfrac {1}{2}}G_{\mu \nu }^{*}G^{\mu \nu }+\left({\frac {m_{W}c}{\hbar }}\right)^{2}B_{\nu }^{*}B^{\nu }-g_{W}B_{\nu }J_{W}^{\nu *}-g_{W}B_{\nu }^{*}J_{W}^{\nu }}
wobei hier im Feldstärketensor anstelle der partiellen Ableitung ebenfalls die kovariante Ableitung einzusetzen ist.
Für das ungeladene Z-Boson kann eine ähnliche Gleichung aufgestellt werden:
{\displaystyle \partial _{\mu }G^{\mu \nu }+\left({\tfrac {m_{Z}c}{\hbar }}\right)^{2}B^{\nu }=g_{Z}J_{Z}^{\nu }}.
Die Kopplung an ein äußeres elektromagnetisches Feld entfällt in diesem Fall aufgrund der fehlenden elektrischen Ladung dieses Teilchens, so dass hier die kovariante Ableitung nicht verwendet werden muss. Die Gleichung enthält aber die Masse des Z-Bosons, die von der Masse des W-Bosons abweicht. Die Lagrange-Dichte dieser Feldgleichung lautet:
{\displaystyle {\mathcal {L}}_{Z}=-{\frac {1}{4}}G_{\mu \nu }G^{\mu \nu }+{\frac {1}{2}}\left({\frac {m_{Z}c}{\hbar }}\right)^{2}B_{\nu }B^{\nu }-g_{Z}B_{\nu }J_{Z}^{\nu }}
Im Gegensatz zum Feld des elektrisch geladenen W-Bosons wird das Feld des elektrisch neutralen Z-Bosons durch einen reellen Vierervektor beschrieben.
Zu erwähnen ist noch, dass die so beschriebenen Spin-1-Felder ihrerseits auch die felderzeugenden fermionischen Felder beeinflussen. Deshalb muss auch die Dirac-Gleichung, welche die Bewegung der Fermionen beschreibt, angepasst werden. Die Berücksichtigung aller durchgeführten kernphysikalischen Experimente und grundlegenden theoretischen Arbeiten zur schwachen Kernkraft, führte dabei zu einer Feldtheorie, in der die elektromagnetische und schwache Wechselwirkung zusammengefasst und als elektroschwache Wechselwirkung bezeichnet wird. Die volle Theorie wird, wie oben bereits erwähnt, als Standardmodell der Elementarteilchenphysik bezeichnet.
Ältere Modelle zur Beschreibung der schwachen Wechselwirkung sind in diesem Standardmodell enthalten und stimmen für niedrige Teilchenenergien mit diesem überein.